# Mahd al-Aadiyya
Mahd al-Aadiyya (en arabe : مَهد العادية) est une hypothétique poétesse arabe ayant vécu environ 4000 avant notre ère. Il est peu probable qu'elle ait existé, elle est plutôt un personnage de chronique représenté en train de prononcer le premier exemple d'une forme de muzdawaj (un couplet héroïque) avertissant le peuple ʿĀd de sa destruction imminente par Allah, conformément à la prophétie de Houd.

## Anthologie
- Classical Poems by Arab Women; translated by Abdullah al-Udhari, Saqi Books, 1999[3]